# Янкович Олександра Іванівна
Олександра Іванівна Янкович (нар. 7 вересня 1962, с. Комсомольське, нині Гадинківці, Україна) — українська викладачка, докторка педагогічних наук (2019), професорка (1998).

## Життєпис
Олександра Янкович народилася 7 вересня 1962 року у селі Гадинківцях, нині Копичинецької громади Чортківського району Тернопільської области України.
Закінчила природничий факультет Тернопільського педагогічного інституту (1985), Центральні Республіканські курси іноземних мов (1984). Працювала учителькою Тернопільських середніх шкіл №№ 16, 20 (1985—1988), від 1985 — асистентка катедр ботаніки, хімії, зоології (1985—1988), викладачка (1988—1990) катедри педагогіки, асистентка, старша викладачка, доцентка (1995—2005) катедри педагогіки, завідувачка катедри педагогічної майстерності та освітніх технологій (2005—2013), нині — завідувачка катедри педагогіки і методики початкової та дошкільної освіти (від 2013) Alma-mater.
Докторка хабілітована, професорка закладу початкової та дошкільної освіти Куявсько-Поморської вищої школи (від 2014, м. Бидгощ, Польща).

## Доробок
Авторка близько 50 наукових статей, у тому числі 2-х монографій. Авторка книги «Мистецтво багатіти» (2005, із проблем подолання бідності), авторка і співавторка 9 навчально-методичних посібників, зокрема 1-го в Україні посібника «Історія соціальної педагогіки/соціальної робот»и.
Сфера наукових інтересів — підготовка майбутніх фахівців та тенденції розвитку освітніх технологій початкової та дошкільної освіти в Україні та в зарубіжжі.